# القوة الرباعية
القوة الرباعية أو قوة الوحوش الفائقة (بالصينية:超兽武装 超兽武装|超兽武装)، (بالإنجليزية:Rev-Evolution). وهو انمي صيني 3D من إنتاج شركة 'بلو ارك' و'قوانغدونغ اوفي' للرسوم المتحركة والثقافة المحدودة.

## التعريف بالانمي
تم عرض الانمي لأول مرة في 2011 علي قناة التلفيزيون الصينية المشهورة CCTV للأطفال وايضًا تم عرضه في الوطن العربي علي قناة ام بي سي3.
كما أن الانمي مكون من موسمين، عُرض الموسم الأول في أبريل 2011 حتي مايو 2011 تحت اسم القوة الرباعية الخير الذي لايقهر.
الموسم الثاني عُرض في الصين، في نوفمبر 2012 حتي ديسمبر 2012 وتحت اسم القوة الرباعية شجاعه بلا حدود.

## قصة الانمي
تدور فكرة الانمي حول فكرتين رئيسيتن؛ الأولى، هي العوالم المتوازية وهذه الفكرة ملخصها إن الكون الذي نعيش فيه مكون من 7 طبقات، اسم كل طبقة كون موازي.
الفكرة الثانية، التي يدور حولها الانمي هي فكرة التناسخ وهذه الفكرة ملخصها أن الإنسان يعيش في دوامة من الأحداث المتكررة التي لا تنتهي ابدًا.
- الجزء الأول من القصة يحكي عن شاب اسمه كينو يسافر في رحلة كبيرة مع اصحابه تاليس وفيوبي لكي يمنعوا عودة شرير اسمه هاديس لانه إذا عاد سوف يفرض سيطرته على الكون وفي هذه الفترة يقابلون اصحاب كثر واعداء كثيرين.
- الجزء الثاني من القصة تستكمل احداث الجزء الأول بان هاديس عاد للحياة وعن الحرب التي دارت قبل 100 ألف سنه بين هاديس وإمبراطورة الكون السابع اجيليا، وتدّخل ملك الاشباح جريج لكي يسيطر على الكون.

اخر حلقة تظهر ان كينو عاد لفصله بعد الحرب القوية التي خاضها هو وأصدقائه، فريق القوة الرباعية ضد الشرير جريج وتنتهي بظهور شخص اسمه مستر وايتّ وقال؛ يا أصدقائي كل هذه الأحداث التي رئيتموها ستكرر مرة أخرى بعد 100 ألف سنه، بمعنى اخر ان الكون يدور في حلقة مقفولة وأحداث لاتنتهي ابدًا.

## الاستقبال
حقق الانمي جائزة كبيرة كأفضل انمي صيني لسنة 2012 وله الكثير من المعجبين في الوطن العربي والعالم.
وأيضًا أنتجت الشركة فيلم فيه نفس فكرة الكرتون باسم القوة الرباعية ولعبة تحت اسم القوة الرباعية الف وجه للبطل.

## شخصيات الكرتون
| اسم المؤدي    | اسم الشخصية الاساسية           | اسم الشخصية الثانوية                       |
| ------------- | ------------------------------ | ------------------------------------------ |
| زو لي تشونج   | فيوبي اجيليا " امبرطورة الثلج" | الجدة سوليتا "الملكة العقربة "             |
| جو يو بين     | كينو                           | عشيرة الفيل الذهبي                         |
| تشين شي       | ديفن لوجان "الاسد الملك"       | جنود صفوف الخفاش                           |
| لو شوانج      | تاليس "السمين"                 | جنود سوليتا                                |
| تشاو ران      | تايلر                          | تشين لونج شقيق ديفن                        |
| دنغ هونغ      | باميلا سوليتا "صغيرة"          | ليزا " كمبيوتر المركبة السلحفاة"           |
| لي توان       | برادلي مستر وايات              | ستيجوسورس جنود التنين                      |
| جو تشاو تشينج | هاديس وستين                    | جنود وستين الاسد الفضي اورجين              |
| لو تشاو تيان  | تايتوز جريج "ملك الاشباح"      | الاسد الذهبي عشيرة الفيل الذهبي جنود وستين |
| وانج واي      | برادي                          | جنود صفوف الخفاش                           |

شخصيات القوة الرباعية

### فيلق القوة الرباعية

#### كينو
الاسم بالصيني 火麟飞 يتعرب هو جين لين ويعني بالعربي النار الطائرة
اسم المؤدي بالصيني جو يو بين
هو بطل القصة والذي تدور حوله معظم الاحداث ظهر في الحلقة الاولي وهو شخص يمتاز بالمزاح والمرح و احيانا ظهر في أول حلقات من الانمي كجبان ولكن عنده الجراءة والشجاعة وقت الجد ذكر انه تعلم القتال من أفلام بروس لي وهو طالب في مدرسة بلو كور الثانوية الدولية وسنه 17 سنه
قوته تصل الي اثنين من عشرة من قوة الثقب الاسود واقصي قوة يقدر ان يصل لها في الانمي لثلاثة ونصف من قوة الثقب الاسود وشعره لونه احمر وهو من الكون الموازي الأول وهو حارس الاسد
و يحب فيوبي ويريد ان يظهر امامها بمظهر البطل المغوار
و ايضاَ يظهر في الحلقات الاخيرة انه كان من عشيرة الاسد
الاّلي الخاص به اسمه اّلي الاسد ودرجاته دراجة الاسد وهجومه الخاص اسمه التدفق الناري أو الهجوم الحارق 
و من أشهر عباراته في الكارتون
- الشرير امامه خيارين الأول ان يهرب والثاني ان يسحق
- الرجل الحقيقي لايميل راسه \ ينحني امام الشر

#### فيوبي
الاسم بالصيني 天羽 و يتعرب اسمها تيان يو ومعني اسمها السماء
اسم مؤدية الشخصية زي لي شوانج
هي بنت جميلة ولكن قوية جداً ورغم هذا تجدها تخاف علي كينو وشعرها وردي وهي من عشيرة فينيكس بنت اميرة العشيرة فينيكس وهي مقاتلة العنقاء من صغرها تعلمت القتال علي يد المعلم مستر وايات
و من صفاتها الشجاعة والاقدام و المحبة والانضباط الشديد والمسئولية يعني شخصية جادة
و قوتها اثنين من عشرة من قوة الثقب الاسود واعلي قوة تقدر ان تصل لها في
الانمي لتلاتة ونصف من قوة الثقب الاسود
فيوبي في الحلقات الاخيرة من الموسم الأول بدئت تنضم لهاديس وتواجه فريق القوة الرباعية
فهي بنت هاديس الاّلي الخاص بها اسمه اّلي العنقاء ودراجتها اسمها دراجة العنقاء وهجومها الخاص اسمه الانفجار الوردي وهي من العالم الموزاي الخامس الذي يعرف بالعالم السفلي أو عالم الظلام 
من أشهر عباراتها في الكارتون
- السماء والجحيم و ليس لديهم الحق في الاختيار اخيراً انا لدي الحق في الاختيار
- صديق مخجل افظع بكتير من عدو صادق
- ان الطيران هو أفضل شعور للإحساس بالحرية

#### ديفين
الاسم بالصيني 龙戬 و يتعرب اسمه لونج تيان ويعني بالعربية التنين
اسم مؤدي الشخصية تشين شي
هو جندي قوي من عشيرة التنين الازرق وهو من الكون الموزاي الثاني
شعره ازرق وهو مقاتل التنين وضربته القاضية اسمها ضربة الثلج
و الاّلي الخاص به اسمه التنين الاّلي ودراجته اسمها دراجه التنين وعمره يصل لاكثر من 100 الف سنة
و قوته اثنين من عشرة من قوة الثقب الاسود واعلي قوة يقدر ان يصل لها في
الانمي لثلاثة ونصف من قوة الثقب الاسود
و من صفاته الهدوء والحكمة و الصبر لدرجة برود الاعصاب وومش بيستسلم بسهولة  
و من أشهر عباراته في الكارتون
- الفشل ليس عيب انما الاستسلام له هو العيب بعينه
- لا يوجد عدو الا وهزمته و لا تحدي تحدي الا وقدرت اتغلب عليه
- العالم ملئ بالحب لكن الناس لا تعرف ما هو الحب !
- معلمي قال لي ان الحياه هي أهم شئ في الوجود ولكني اليوم اريد ان اقول ان هناك شئ أهم من الحياة وهو الايمان

#### تاليس
الاسم بالصيني 苗条俊 و يتعرب اسمه مياو تياو جين ويعني بالعربية الرشيق الوسيم
اسم مؤدي الشخصية لو شوانج
هو من الكون الموازي الأول وصديق كينو عمره 16 سنه ويبدو انه انقذ مخلوقات البابو
و ساعدهم علي التكاثر وانتقذهم من الانقراض وهو ثاني قائد للمركبة السلحفاة بعد مستر
وايات وعنده موهبة قوية جداَ وهي الهروب وهجومه الخاص ثقب الزماكان بمعني انه يقدر يوقف الوقت للحظات ويسافر عبر الزمن
قوته متغيرة واقصي قوة قدر ان يصل لها طول الانمي هي واحد ونصف من قوة الثقب الاسود
و يلقبن ايضاً بالسمين
و هو مقاتل البانجول أو اكل النمل الصيني والاّلي الخاص هو البنجول الاّلي
صفاته يتفاخر كثيراً ويعشق الاكل والغريب انه معه ساطور «سكين مطبخ كبير كالذي يستخدمه الجزار» يحركه بشكل عفوي هذا يجعل اعدائه يستغربون من هذا التصرف العجيب 
ومن أشهر عباراته في الكارتون
- نادني تاليس (عندما يناديه أحد يا سمين )
- انا خفة دمي بقدر وزني ولطفي بمقدر طول خصري انا قائد المركبة السلحفاة وقائد فريق القوة الرباعية انا تاليس

#### تايلر
الاسم بالصيني 泰雷 و يتعرب اسمه تاي لي ويعني بالعربية تيري
اسم مؤدي الشخصية تشاو ران
هو من الكون الموازي الثالث ويكره الذل ويفضل الموت علي ان يُذل طيب القلب وصادق و هو من عشيرة الفيل الذهبي ويظهر في الجزء الأول من الانمي ان شعبه يُذل علي يد حاكم الكون الثالث وستين ولكن في الجزء الثاني يظهر في أحد الحلقات ان شعبه يذل عشيرة الحوت وقف ضده وستين هذا الكلام قبل 100 الف سنه ولكنه ساعد وستين وحرره لكنه تذكر ماذا سيفعل بعشيرة الفيل إذا ما حصل علي مفتاح الطاقة
قوته تصل الي اثنين من عشرة من قوة الثقب الاسود واقصي قوة يقدر ان يوصل لها في الانمي لثلاثة ونصف من قوة الثقب الاسود وتعلم كل شئ علي يد معلمه اورجين وشعره بني
ضربته القاضية ضربة البرق والاّلي الخاص به اسمه الفيل الاّلي
و دراجته اسمها دراجة الفيل
و من أشهر عباراته
- الحرية حق لكل المخلوقات
- لو أنت ستقمع الاخيرين انا بفضل اني اكون خائن لك
- هل انتم تريدون ان تبقون عبيداً مدي الحياة أو تقاتلوا اعدئنا واعلموا ان المعركة اليوم ممكن تان تاخذ مننا حياتنا ولكن لتسب مننا كرامتنا وحريتنا

#### برادلي
الاسم بالصيني 夜凌云 و يتعرب اسمه يي لينج يون ويعني بالعربية بندقية الليل
اسم مؤدي الشخصية لي توان
شعره موف أو بنفسجي وسنه اكتر من 100 الف سنه
و يظهر عليه شكل هدوء وبرودة اعصاب من حديد لكن يصبح وحش في المعارك
و هو ايضاً من حراس هاديس الاربعه وياتي في المرتبة التانية بعد لوجان كاخطر حراس لهاديس
و من أهم صفاته الحزم والهدوء لدرجة البرود والصرامة و خطير جداً
يري ان الحب كلام فارغ والقوة و الامور العسكرية هي أهم شئ وهي الحل الوحيد للمشاكل
هو من الكون الموازي الرابع مقاتل شرس يظهر حليف احياناً وعدو احياناً هو من عشيرة الخفاش وقائدهم
قوته تصل لثلاثة من عشرة من قوة الثقب الاسود وممكن تصل لسبعه من عشرة من قوة الثقب الاسود عندما يقوم بتشكيل هجوم نظام الخفاش واقصي طاقة يقدر ان يصل لها في الانمي لثلاثة ونصف من قوة الثقب الاسود
ضربته القاضية اسمها ضربة المنجل الاّلي الخاص هو الخفاش الاّلي
و دراجته هي دراجه الخفاش
و من أشهر عباراته في الكارتون
- القوي لا يتغير لكنه احياناً يضطر انه يغير مبادئه
- الحب مجرد عذر مثير للاشمئزاز عذر للناس الضعيفة
- لو أنت تريد ان تهزم أحد ما وتقضي عليه املئ قلبه بالرعب اولا
- الاسود يمكن ان يصبح ابيض والابيض يمكن يصبح اسود تماماً مثل ما يمكن للقوة انها تحول بعضهم لبعض         ابيض واسود و لكن ايضاً يمكن ان يتحولوا بعضهم لبعض معني هذه العبارة «الإنسان فيه الخير والشر لكن هو من يختار الجانب الذي يريد»

#### تايتوز
الاسم بالصيني 风耀 و يتعرب اسمه فانج ياو ويعني بالعربية رياح المجد
اسم مؤدي الشخصية ليو تشاو يام
هو حارس النمر الابيض
هو مقاتل من الكون الموازي السابع من عشيرة النمر الابيض عمره اكتر من 100 الف سنه
هو من جنود اجيليا ويعيش في قصر الثلج من أهم صفاته الاندفاع والقتال الشرس والشجاعة الخارقة وو هو ايضاً قائد محنك وللاسف كاد ان يقتل اخته باميلا قبل 100 الف سنه لانها اشتغلت لحساب هاديس وبعد سماعه لحديث جريج ولكن جنود الفرقة الرباعية منعوه من تكرار هذا الخطا مرة اخري وبالاخص كينو عندما عادوا بالزمن فبسبب قتله لاخته أصبح متهور وعصبي و ازداد كرهه لهاديس لانه سبب موت باميلا و بعد 100 الف سنه قابل باميلا مرة اخري و انضم لفريق القوة الرباعية في معركتهم الاخيرة ضد جريج ملك الاشباح
و يلقب في الكارتون ببلقب اريس أو اله الحرب
و قوته توصل لواحد ونصف من قوة الثقب اسود وهذا يعادل قوة واحد ثقب ابيض و اعلي قوة ممكن ان يصل لها هي ثلاثة ونصف من قوة الثقب الاسود و هذا يعادل قوة اثنين ثقب ابيض
ضربته القاضية اسمها النمر الحارق أو تقنية الضوء الحارق و الالي بتاعه اسمه النمر الابيض الالي
و دراجته هي دراجه النمر 
و من أشهر عباراته في الكارتون 
- طالما الشر موجود القتال مستمر

#### باميلا
الاسم بالصيني 风影 و يتعرب اسمها فانج يانج و معني اسمها رياح الظل
اسم مؤدية الشخصية دانج هونج
هي حارسه الفهد أو البلاك بانتر هي من الكون الموازي السابع من عشيرة النمر الابيض و لكن
شعرها اسود و يظهر علي وجهها نقط سوداء بهذا الشكل يتم اعتبرها في عشيرة النمر الابيض انها ليست فردا منهم
و كانت تتم معاملتها كالمنبوذه و هي اخت تايتوز الصغيرة و تمتاز يالقوة و الشجاعة و الحكمة  و ايضاً عصبية ولا تطيق ان يذكرها أي أحد سواء بالشر أو بالخير و هي أول واحدة عرفت ان هاديس ليس شرير و عمرها اكتر من 100 الف سنه
جريج قتل ابوي باميلا و كان يريد ان يتخلص من باميلا و هي صغيرة و لكن هاديس انقذها و اعطاها جهاز الطاقة فبهذا الشكل باميلا تتكره جريج و عشيرة النمر الابيض و هي أول واحدة عرفت مخطط جريج في السيطرة علي الاكوان المتوازية و انضمت لهاديس و عشيرة الذئب و عشيرة الاسد في حربهم ضد اجيليا و عشيرتة النمر الابيض فاضطر اخوها تايتوز انه يقتلها بسبب الخيانة و لكن بعد 100 الف سنه لما انقذها كينو و فريق القوة الرباعية انضمت ليهم في المعركة الاخيرة ضد ملك الاشباح جريج قوتها توصل لاثنين من عشره من قوة الثقب الاسود و اعلي طاقة وصلت لها في الكارتون ثلاثة ونصف من قوة الثقب الاسود
ضربتها القاضية اسمها النمر المتوهج أو تقنية الدم
و الاّلي الخاص بها هو الفهد الاّلي و دراجتها هي دراجه الفهد الالي 
و من أشهر عبارتها في الكارتون
- أخي لايوجد أحد في العالم هذا العالم يصدقني لكنك أنت ايضاً لاتصدقني
- أخي أنت لم تلمستني ابداً بقوة و لكنك اليوم ضربتني مرتين لاجل الذي قتل والدينا
- السماء و الجحيم و لكن ليس لهم الحق في الاختيار و لكني لازال عندي الحق في اختيار الموت
- السماء و الجحيم و ليس لهم الحق في الاختيار و لكني لازال عندي الحق في اختيار اني اكون واحدة من سكان ظلام الجحيم

### الاشرار

#### هاديس
الاسم بالصيني 冥王 و يتعرب اسمه مينج وانج و بيعني بالعربي هاديس أو الجحيم
اسم مؤدي الشخصية جاو تشيان شانج أو قاو تشيان شانج
من عشيرة الذئب و ملك عشيرة الذئب و هو ملك الكون الخامس
و من صفاته الحكمة و الاستبداد و الشجاعة و يظهر في الجزء الأول من الانمي انه شرير كبير جدا
و علي العكس يظهر في الجزء التاني علي انه يدافع عن نفسه و عن ارضه من هجوم عشيرة النمر الابيض فبيتضح انه ليس شرير
و في الآخر ينضم لفريق القوة الرباعية و يساعدهم في حربهم ضد جريج ملك الاشباح عن طريق مدهم بالقوة اللازمة للقضاء عليه
هاديس هو والد فيوبي و زوج فينيكس اميرة عشيرة فينيكس
هو من اقوي الشخصيات في الكارتون قوته تصل لعشرة من قوة الثقب الاسود
و ضربته القاضية الثقب الاسود الغامض
و من أشهر عباراته في الكارتون
- هذا هو قانون الكون الاقوي لازم يحكم الضعيف
- العيش في سلام و وائام هذه خدعه الضعفاء يخدعها لانفسهم
- روحنا هذه موطنها هاوية الظلمة و يوجد ظلمه ليست لها نهاية في قلوبنا و طبعا لايوجد حب داخل الظلام

#### لوجان
الاسم بالصيني 狮王 و يتعرب اسمه شي وانج و بيعني بالعربي الملك الاسد
اسم مؤدي الشخصية تشين شي
هو قائد عشيرة الاسد و هو أكبر حارس لهاديس و هو من الكون الموازي الخامس و هذا أول عدو واجهه فريق القوة الرباعية
عمره اكتر من 100 الف سنه
عهد له هاديس بحماية زوجته فينيكس و لكنه فشل في حمياتها و مات علي يد جريج ملك الاشباح
من صفاته انه صامت حنون و قائد محنك و الوفاء و الولاء الشديد
و الاّلي بتاعه الاسد الاسود الاّلي ضربته القاضية اسمها الإصابة الخاطفة
قوته تصل لثمانية من عشرة من قوة الثقب الاسود وممكن تصل لواحد من قوة الثقب الاسود و اقصي قوة يمكن ات يصلها اثنين من قوة الثقب الاسود
و ياتي في المرتبة الاولي كاخطر حارس لهاديس
و من أشهر عباراته في الكارتون  
- في المعركة لاحد يقدر ان يتوقع الفوز أو الخسارة و لكني اعدك باني سانتصر حتي لو كلفني ذلك النصر حياتي
- لايوجد خطر اذن لايوجد مكافاءات

#### سوليتا
الاسم بالصيني 蝎子王 و يتعرب اسمها تشيهزي وانج و معني اسمها الملكة العقربة
اسم مؤدية الشخصية زو لي شوانج
و ليها اسمه تاني 龙莹 ويتعرب اسمها لونج يانج و معني اسمها التنين يانج كسوليتا صغيرة
اسم مؤدية الشخصية دانج هونج
هي اخر فرد من عشيرة التنين الابيض و ملكة عشيرة العقرب صديقها الوحيد هو العقرب و هي من الكون الموازي الثاني الاّلي بتاعها  العقرب الاّلي و ضربتها القاضية السموم المتدفقه انقذها ديفين من الموت قبل 100 الف سنة و اعطاها مفتاح الطاقة لذلك مفتاح طاقتها هو يشبه جهاز طاقة ديفين
و والدها هو لونج فاي
من صفاتها حقودة و متعطشة للدماء و غير مبالية و لاترحم
و لها ذيل فيه سم لسعتها السامة اقوي 100 مرة من لسعة الكوبرا
هي احدي حراس هاديس الاربعه و تصنف في المرتبة الرابعه و الاخيرة كاخطر حارس لهاديس بعد لوجان و برادلي و ويستن
نقطة ضعفها علي صدرها (جوهرة علي الصدر )
قوتها سبعه من عشرة من قوة الثقب الاسود و اقصي طاقة يمكن ان تصل ليها في الكارتون اثنين من قوة الثقب الاسود
و من أشهر عبارتها في الكارتون
- الحقد سيعطيني قوة لاتقهر
- اصحاب الخبرة عندهم قوة كبيرة جداً
- السماء والجحيم و ليس لهم الحق في الاختيار، إلا المصير الذي انا اخترته.
- ارجوك لو انا ضعيفة اقتلني و الا انا التي ساقتلقك عندما تحتاح لي الفرصة لذلك

#### وستين
الاسم بالصيني 鲸鲨王 و يتعرب اسمه جينج شا وانج و معني اسمه الملك القرش الحوت
اسم مؤدي الشخصية جاو تشيان شانج أو قاو تشيان شانج
هو حاكم الكون الثالث و هو حارس الحوت و قائد عشيرة الحوت
و من أهم صفاته الشراسة و عدم الرحمة
عمره اكتر من 100 الف سنه
يظهر في الجزء الأول من الانمي انه ملك طالح و يذل عشيرة الفيل الذهبي
و يظهر في الجزء الثاني من الانمي انه يقاوم ذل عشيرة الفيل الذهبي و قام اورجين بمنحه
جهاز الطاقة كعلامة للسلام وبالفعل قبل 100 الف سنه نجح انه يطيح بحكم عشيرة الفيل الذهبي و تمكن من السيطرة علي الكون الثالث و بدء يذلهم كما كانوا يفعلون به و بعشيرته
و هو أحد حراس هاديس الاربعه و يصنف في المرتبة الثالثة كاخطر حارس لهاديس
قوته واحد من قوة الثقب الاسود و اقصي طاقة يقدر يوصل ليها في الكارتون اثنين و نصف من قوة الثقب الاسود
الاّلي الخاص به هو الحوت الالي و ضربته القاضية زلزلة تسونامي و الدوامة السوداء
نقطة ضعفه علي ظهره (نقطة التنفس علي ظهر الحوت )
و من أشهر عباراته في الكارتون 
- لو أنت نظرت / حدقت للثقب الاسود كتير الثقب الاسود سوف يبتلعك
- أنت لست عبد لان القوي لايصبح ابداً عبداً
- الرغبة في القوة مثل الصخرة المتدحرجة بسرعه من اعلي قمة جبل لايوجد شئ يقدر ان يوقفها الا لو قررت تهبط لاسفل الوادي هكذا الرغبة الإنسانية

#### جريج
الاسم بالصيني 鬼王 و يتعرب اسمه جواي وانج و معني اسمه ملك الاشباح
أو 鬼谷 و يتعرب اسمه جواي جاو و معني اسمه في العربية وادي الاشباح أو الجحيم
اسم مؤدي الشخصية ليو تشاو تيان
هو وزير اجيليا من الكون السابع
عمره اكتر 100 الف سنه
من أهم صفاته وضيع و ماكر و طماع و منافق
هو سبب الحرب بين اجيليا و هاديس و هو من قتل عشيرة البابو قبل 100الف سنه و افسد طقوس تينجين و استخدم طاقة عشيرة البوبو ليصنع التابوت الذي ختم فيه هاديس و هو الذي قتل والد تايتوز و باميلا و جعل تايتوز يقتل باميلا بعدما اقنعه انها تخون عشيرة النمر الابيض و تعمل لصالح هايس هو يكره هاديس و ظاهر قدام الكل انه طيب و لكنه ماكر جدا و في الحلقات الاخيرة يظهر مخططه للسيطرة علي الاكوان المتوازية السبعة للقضاء علي اجيليا و هاديس و لكن مخططه ييفشل بسبب دعم هاديس و اجيليا لفريق القوة الرباعية فققدروا ان يقضوا عليه
يعني من الآخر هو شيطان هذه القصة
و هو من اقوي الشخصيات في الكارتون قوته تصل لسته من قوة الثقب الاسود و عندما يجمع كل طاقته و ينضم له صفوف سحابة الخفاش لدعمه توصل طاقته لاثني عشر من قوة الثقب الاسود و هذه أكبر قوة في الانمي
ضربته القاضية شبح الشر أو وابل الاشباح
و من أشهر عباراته في الكارتون
- انا هو الحاكم الاعلي للكون المتعدد انا ملك الاشباح

```
ترجمتها الحرفية انا هو الاله الأكبر لهذا الكون انا ملك الاشباح 
```

- عندما تشرق الشمس غداً بالنسبة لي انا ساسيطر علي كل الاكوان

#### برادي
الاسم بالصيني 夜枭子 و يتعرب اسمه يا تشاو زيه  و معني اسمه بومة الليل
اسم مؤدي الشخصية وانج واي
هو قائد فيلق الخفاش الذي كان قبل برادلي  هو من الكون الرابع
من أهم صفاته القوة و الشراسة و التعطش للدماء
عمره اكتر من 100 الف سنه شعره اسود
ضربته القاضية شرارة الشبح و الاّلي بتاعه هو الخفاش الازرق الاّلي
قوته اربعه من عشرة من قوة الثقب الاسود و تصل قوته لخمسة و نصف عندما يمتص طاقة جنود الخفاش كلها
و دعم ملك الاشباح في حربه ضد جنود القوة الرباعية لكن ملك الاشباح قتله
نقطة ضعفه صدره
من أهم عباراته في الكارتون
- أنت السنه القادمة مثل هذت اليوم سيكون يوم ذكراك
- القلق اكتر شئ محرم بالنسبة  للجنود
- الشخص الحريص هو اكتر واحد يصبح خطر و مصدر تهديد
- رغم انك يا برادلي اسست نظام الخفاش الا انك خنتنا انا ظلت  معاهم حتي اللحظة الاخيرة
- انا لست اكسر القواعد انما ادمرها
- انا لست اكسر القواعد انما اشوهها بقدر الإمكان

#### اجيليا
الاسم بالصيني 雪皇 و يتعرب اسمها شيه هوانج  و معني اسمها امبراطورة الثلج
اسم مؤدية الشخصية زو لي شوانج
هي ملكة الكون السابع  و هي ملكة عشيرة النمر الابيض
من أهم صفاتها طيبة القلب و الحكمة
عمرها أكثر من 100 الف سنه و هي المضاد لهاديس و عدوته الاولي
قدرتها انها تبني في الثقوب السوداء و تقدر تحول الثقوب السوداء الي جنة جميلة عن طريق عمل ثقوب بيضاء داخلها
و ضربتها القاضية جسم السديم أو الثقب الابيض المنير
شعرها اصفر و قوتها تصل سته من قوة ثقب اسود و هذا يساوي 5 من قوة الثقب الابيض  و اقصي قوة وصلت لها في الانمي 10 من قوة الثقب الاسود
يعني موازية لقوة هاديس
تظهر في الحلقات الاولي من الموسم الثاني انها عدوة لهاديس و بعد ذلك اصبحوا اصدقاء في الحلقة الاخيرة و كل واحد  منهم  حكم الكون لخاص به دون ان يتدخل في شئون الاكوان الموازية الاخري
و من أشهر عبارتها في الكارتون
- الحب يمكن  ان يخلق كل شئ جميل، والحب يمكن ان يملي الثقوب السوداء التي لانهاية لها .
- الغضب اعمي، بعلقك و بقلبك  وهما يوجهانك علي الطريق الصحيح .
- أكبر فرق بين الحب والكراهية ان الحب يجعل الناس تتطلع للمستقبل، و يجعلم يفكروا في مستقبل مشرق  . والكراهية تذكرنا فقط بالماضي المؤلم

#### اورجين
الاسم بالصيني 元正 و يتعرب اسمه يوان تشونج  و معني اسمه يوان تشونج
اسم مؤدي الشخصية لي توان
هو من الكون السابع شعره ابيض عمره اكتر من مية الف عام
كان قائد لجنود اجيليا و عرف باسم الشيخ اورجين و قابل باميلا و تاتيوز و ضمهم لجنود اجيليا و بعدها بفترة ذهب الي الكون التالت لكي يحل الصراع بين عشيرة الحوت و عشيرة الفيل الذهبي و انتهي الموضوع بانقلاب وستين عليه و بدء يذله مع عشيرة الفيل الذهبي
اورجين تعاهد  لن يستخدم قوته رغم انه قوي جدا و دائماً يظن ان الحب يقدر يغير الناس
و علم تايلر كل المهارات التي يعرفها و هو الذي اعطي وستين جهاز الطاقة
كاشارة للسلام بينهم و للاسف مات علي يد عشيرة الفيل الذهبي
و يعد الشخص الوحيد الذي يقدر يصنع ثقوب في الانمي غير اجيليا و هاديس
قوته تصل ثمانية من عشرة من قوة الثقب الاسود كشخص عادي و قوته الاصلية خمسة من قوة الثقب الابيض و هذا بيساوي عشرة من قوة الثقب الاسود يعني يوازي هاديس و اجيليا في القوة
ضربته القاضية ضربة البرق و استخدمها في الكون الثالث و لكن ضربته الاصلية هي جسم درع السديم
و من أشهر عباراته في الكارتون 
- أكبر فرق بين الحب والكراهية ان الحب يجعل الناس تتطلع للمستقبل، و يجعلهم يفكروا في مستقبل مشرق  . والكراهية تذكرنا فقط بالماضي المؤلم
- تايلر أنت نجحت علمت الناس معني الكرامة و الحرية
- الحرية حق لك المخلوقات انا حافظت علي العهد اللي بينا قبل 100 الف سنة و انا لم احارب ضدك أنت فقط و لكن انا كنت انتظر اليوم الذي يستيقظون فيه
- فاتك شئ كان من الممكن ان يغيرك ......و هو الحب

### شخصيات اخري

#### مستر وايات
الاسم بالصيني 玄易子 و يتعرب اسمه شوان يي زي و معني اسمه الغامض ابن السهل
اسم مؤدي الشخصية لي توان
هو من الكون الموازي الأول و عمره اكتر من 100 الف سنه
هو سلحفاة كبيرة السن يمتاز بالحكمة  و الذكاء و القوة
هاديس اتمنه علي تربية ابنته فيوبي و تعليمها كل شئ
و  استخدم قوته لحبس اسطول لوجان داخل فضاء العناصر
قوته تصل لسته من قوة الثقب الاسود و ضربته القاضية اسمها الدرع البازلتي و هذا درع يقدر يصد هجمات قوتها تصل لخمسة من قوة الثقب الاسود و عنده مهاره اخري اسمها ختم التلاشي و هي عبارة عن ثقب اسود خالي من الزمكان يودي لمكان اسمه فضاء العناصر أو الفضاء الصفري
و هو أول قائد للمركبة السلحفاة و ايضاً هو معلم كينو و فيوبي و تاليس
و أشهر عباراته في الكارتون  
- مستحيل ان يصل النهر لعظمة البحر و مستحيل تكون طاقة جنود القوة الرباعية اقوي من ايمانهم
- الذي حصل هذا سيحدث مرة اخري بعد 100 الف سنه
- انا لا انتمي لاي أحد انا انصر الضعفاء

#### ليزا
اسم مؤدية الشخصية دنج هونج
ليزا أو اليزا هي كمبيوتر مركبة السلحفاة الفضائية و استخدمها
مستر و ايات للوصول للكون الأول و بعد ذلك استخدمها تاليس في رحلته هو و جنود القوة الرباعية للاكوان المتوازية المختلفة
قوتها تعتمد علي مفتاح طاقة البانغول كمصدر للطاقة
في الجزء الأول تم تعطل ليزا و دخلت في ثبات دام لمدة 100 الف سنه
داخل الكون الرابع بسبب استخدام برنامج تفجير سطح المركبة الذي دمر طاقتها  و احتاجت 100 الف سنه لكي تسترجع قوتها
و في الجزء التاني ساعدتهم في الانتقال للاكوان المختلفة
صوتها يظهر ان الكمبيوتر هذه انثي
و أطلق عليها تاليس اسم الاخت ليزا
لها درع قوي يتحمل هجمات قوية جداً حتي خمسة و نصف من قوة الثقب الاسود لكن رغم دفاعها القوي الا ان فيها عيب كبير ليس بها اسلحة و احيانا تعطي نصائح صعبة أو سيئة

#### بابو
بابو  حيوان خرافي هو مزج بين الارنب و العصفور
هو من الكون السادس
عمره أكثر من100  الف سنه  يطير باستخدام اذنيه
له قوة مميزة و هي شفاء فريق القوة الرباعية و تجديد طاقتهم لكن للاسف هذا يسبب له اذي و يجعله يتعب وهو قزم خجول و يكره صورة تاليس التي يظهر فيها وهو في هاواي  و لغته كلمة واحدة بابو أو يابو
في الحلقات الاخيرة من الموسم الأول يذهب لعالمه و تاليس يتركه مع عشيرته مات و هو ينقذ تاليس من جريج في الحلقات الاخيرة
و دئماً ما ينتقد تاليس رغم قوة بابو الا انه لا يملك أي قدرة هجومية

#### ستيجوسورس أو سيف التنين
الاسم بالصيني 剑龙 و يتعرب اسمه جين لونج و معني اسمه سيف التنين
اسم مؤدي الشخصية لي توان
هو من الكون الثاني ملك عشيرة التنين الازرق عمره اكتر من 100 الف سنه
و هو معلم ديفن قتل لونج فاي والد سوليتا بالخطا عندما تسمم درعه و هو يقاتل تنين النهر السام
و مات علي يد سوليتا
ضربته القاضية اسمها الضربة الجليدية أو ضربة الثلج
و أشهر عباراته في الكارتون  
- النصر ممكن  ان يجلب لك السعادة اما الشرف ممكن يجلب لك الاحترام و في شئ أهم منهم و هي الحياه
- ديفن انا قلت لك  ان لاتستخدم ضربة الثلج بكل قوتها

#### فينيكس
الاسم بالصيني 凤凰 و يتعرب اسمها فانج هانج و معني اسمها العنقاء
اسم مؤدية الشخصية غير معروف
هي اميرة عشيرة فينيكس من الكون السابع و هي والدة فيوبي
و زوجه هاديس والدها و قادة عشيرة فينيكس رفضوا زواجها من هاديس و لكنها فعلت ذلك ليعم السلام بين العشيرتين
و قد فضلت ان تقبل بمعمودية النار «تحرق حتي الموت» حتي يقوم عشيرتها بعمل معاهدة سلام مع هاديس و عشيرة الذئب لينتهي الحرب بينهم
و من صفاتها محبة السلام و الشجاعة

## اغاني الكارتون في النسخة العربية

### شارة البداية
لدينا الإصرار و الامل و لدينا حب الخير  لانهاب الخطر نحارب أي شر قادم
قوة و ثبات في عالم الاقوياء قوتنا في الاتحاد فنحن القوة الرباعية
فنحن نحب هذا الكون كثيراُ و سننشر الحب في كل مكان
نحن الاصدقاء دئماً معاُ  لن نفترق و سوف نكمل الطريق
القوة الرباعية سوف تتحد ... القوة الرباعية سوف تخاطر
القوة الرباعية سوف تقاتل ... القوة الرباعية سوف  تنتصر
القوة الرباعية سوف تتحد ... القوة الرباعية سوف تخاطر
القوة الرباعية سوف  تقاتل  ... القوة الرباعية سوف تنتصر علي الاشرار 

### شارة النهاية
'لن نفكر في الفشل مهما كانت المخاطر و الصعاب امامناملهم الخارق 
سوف ننشر السلام و الحب في اركان الكون و ننتصر
و اتحادنا فيه قوة نتصدي بها لأي شراً قادم و الحب الذي ينبع
منا طاهراً من قلوبنا و نسعى لنصرة الخير
و شمس تشرق ليومٍ جديد فيه امل 